# راجح (اسم)
راجح هو اسم علم مذكر من أصل عربي، ومعناه هو المائل ثقلًا وعقلًا وحلمًا الغالب على غيره رجاحة، مؤنثه راجحة.

## الأصل اللغوي
اسم "راجح" في اللغة العربية يأتي من الجذر العربي "ر-ج-ح" الذي يعني الفضل والتفضيل، وقد يرتبط أيضًا بالفوز والغلبة في المعاني اللغوية الأخرى. في اللغة العربية، يستخدم اسم "راجح" للإشارة إلى الشخص الذي يفوز أو يتفوق، أو الذي يتميز بالفضل والتفضيل في مجال معين.

## شخصيات تحمل الاسم
- راجح اشرف (13 ديسمبر 2003 –)
- راجح السباتين
- راجح السلفيتي (شاعر ومطرب شعبي فلسطيني، 14 مارس 1921 – 27 مايو 1990)
- راجح الشمري
- راجح المالكي (1972 – )
- راجح بن قتادة ( – عقد 1250)
- راجح داوود (موسيقي مصري، 23 نوفمبر 1954 – )
- راجح عمر (صحفي صومالي، 19 يوليو 1967 – )
- راجح لبوزة (1917 – 1963)

## وصلات خارجية
- موسوعة السلطان قابوس لأسماء العرب نسخة محفوظة 5 أبريل 2019 على موقع واي باك مشين.